# ダイニングイノベーション
株式会社ダイニングイノベーションは、東京都渋谷区の企業である。

## 概要
元レインズインターナショナル社長の西山知義が2012年に創業した。日本食外食事業のチェーン店展開を行っている。2019年3月にグループ全体で店舗数200を達成した。

## チェーン店の店舗名
- 焼肉ライク - 一人焼肉、2018年8月に1号店を開店した[3]（運営会社: 株式会社焼肉ライク）
- ブルースターバーガー（運営会社: 株式会社ブルースターバーガージャパン）
- 寿司あおい
- じねんじょ庵（運営会社: 株式会社じねんじょ庵）
- しゃぶしゃぶれたす（運営会社: 株式会社れたす）
- やきとり家すみれ（運営会社: 株式会社すみれ）
- VANSAN（運営会社: 株式会社VANSAN）
- KINTAN
- SHABURI
- つるとんたん（運営会社: 株式会社カトープレジャーグループ）

## 事業地域
- 日本
- 台湾
- シンガポール
- インドネシア
- カンボジア
- フィリピン
- ロンドン
- ニューヨーク
- ハワイ